# Slapový ohřev
Slapový ohřev je ohřívání tělesa (planety či měsíce) způsobené jeho deformací, která je důsledkem gravitační interakce mezi tělesy.
Jedná se o jeden z projevů slapových sil.
Pro objekt obíhající po eliptické dráze jsou slapové síly nejintenzivnější v blízkosti periapsidy.
Tepelná energie je dodána tělesu na úkor jeho gravitační potenciální energie; postupně to vede ke zmenšení excentricity dráhy nebo zkrácení velké poloosy dráhy.